# 横山正 (建築学者)
横山正（よこやま ただし、1939年11月25日- ）は、日本の建築学者。東京大学・情報科学芸術大学院大学名誉教授。

## 来歴
岐阜県出身。1963年東京大学工学部建築学科卒、67年同大学院博士課程中退。1984年東京大学工学博士。1976年東京大学教養学部助教授、1978年より工学系研究科建築学専攻担当。1987年教授、1994年より総合文化研究科に所属。2000年定年退官、名誉教授、情報科学芸術大学院大学教授、2003年学長。2009年退職、名誉教授。

## 著書
- 『透視画法の眼 ルネサンス・イタリアと日本の空間』相模書房 1977
- 『ヴィアトールの透視図法1505』　リブロポート1981
- 『ヨーロッパの庭園 歴史・空間・意匠』写真・文 講談社 1988
- 『箱という劇場』王国社 1989
- 『The best of 3D books 立上る本・動く本』六耀社 1989
- 『数寄屋逍遥 茶室と庭の古典案内』彰国社 1997

### 編共著
- 『昭和住宅史』小能林宏城、磯崎新、林昌二、伊東豊雄、鈴木恂、坂本一成共著 新建築社 1977
- 『数寄屋 建築と庭園』恒成一訓写真 伊藤ていじ共著 毎日新聞社 1979
- 『バロックの真珠　サン・カルロ・アッレ・クアトロ・フォンターネ聖堂』 六耀社 1983
- 『時計塔 都市の時を刻む』編 鹿島出版会 1986
- 『茶道聚錦〈7〉座敷と露地1』 小学館　共著  1984
- 『現代和風建築集』全七巻　講談社　共著　1983-85
- 『新建築学大系６・建築造形論』　彰国社　共著 1985
- 『ON KAWARA 1952-1956 Tokyo』　PARCO出版　共著 1991
- 『禅と建築・庭園』編・解説 ぺりかん社 叢書禅と日本文化 2002

### 翻訳
- デイヴィッド・ホイットニー編『フィリップ・ジョンソン著作集』 A.D.A.EDITA 1975
- L.レティ編『知られざるレオナルド』共訳　岩波書店 1975
- L.ベネヴォロ『近代都市計画の起源』鹿島出版会 SD選書　1976
- ジャック・ブノア＝メシャン『人間の庭』河野鶴代共訳 思索社 1985
  - 改訳『庭園の世界史 地上の楽園の三千年』講談社学術文庫 1998
- 陳従周編著『蘇州園林 1956』路秉傑共訳 リブロポート アール・ヴィヴァン叢書 空間の発見 1982
- S.E.ラスムッセン『都市と建築』東京大学出版会 1993
- アンヌ・スコット=ジェイムズ著 オズバード・ランカスター絵『庭の楽しみ 西洋の庭園二千年』鹿島出版会 1998